# Sjötjärnen, Ångermanland
Sjötjärnen är en sjö i Sollefteå kommun i Ångermanland och ingår i Ångermanälvens huvudavrinningsområde. Sjön har en area på 0,0729 kvadratkilometer och ligger 253 meter över havet. Sjön avvattnas av vattendraget Finnån.

## Delavrinningsområde
Sjötjärnen ingår i det delavrinningsområde (701125-154415) som SMHI kallar för Inloppet i Finnsjön. Medelhöjden är 298 meter över havet och ytan är 6,29 kvadratkilometer. Räknas de 8 avrinningsområdena uppströms in blir den ackumulerade arean 116,81 kvadratkilometer. Finnån som avvattnar avrinningsområdet har biflödesordning 4, vilket innebär att vattnet flödar genom totalt 4 vattendrag innan det når havet efter 85 kilometer. Avrinningsområdet består mestadels av skog (88 procent). Avrinningsområdet har 0,07 kvadratkilometer vattenytor vilket ger det en sjöprocent på 1,2 procent.